# توماس جونز (سياسي أمريكي)
توماس جونز (بالإنجليزية: Thomas Jones)‏ هو محامي وسياسي أمريكي، ولد في 20 أبريل 1731 في ماسابيكوا في الولايات المتحدة، وتوفي في 25 يوليو 1792. انتخب Recorder of New York City ‏ (19 نوفمبر 1769 – 13 أكتوبر 1773).